# Speculum humanae salvationis

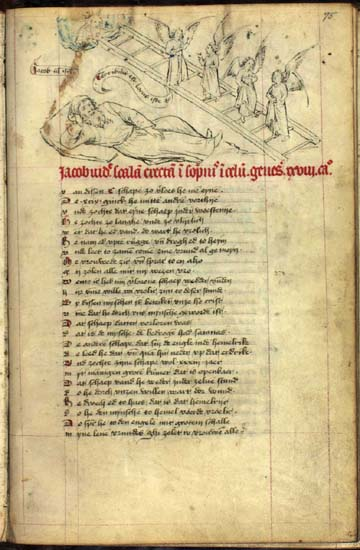
Jakubův žebřík jako předobraz Nanebevstoupení–Speculum humanae salvationis (1430)

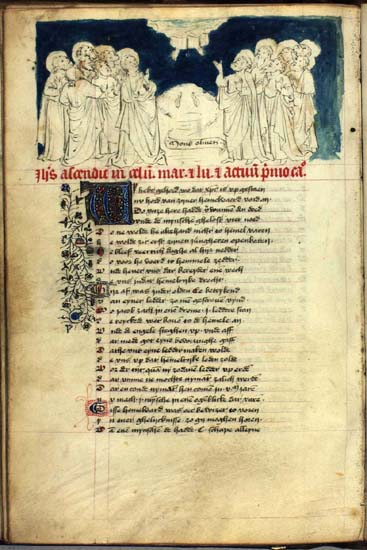
Nanebevstoupení Páně–Speculum humanae salvationis (1430)

Speculum humanae salvationis (česky: Zrcadlo lidského spasení, něm. Heilspiegel, Spiegel menschlicher Behaltnis, fr.: Miroir de la salvation humaine, ang.: The Mirroure of Mans Saluacionne, polsky: Zwierciadło ludzkiego zbawienia) je ilustrované dílo pozdního středověku, obsahující obrazové cykly vysvětlované teologickým komentářem a biblickými texty, které (opírají se o Písmo Svaté) měly čtenáři vysvětlit a přiblížit historii a smysl spasení.
Kniha obsahuje výjevy ze Starého i Nového Zákona, světskou historii a legendy. Vznikla kolem roku 1324 v Štrasburku. Autorem byl pravděpodobně dominikán Ludolf Saský. Obsahovala 45 kapitol s 192 miniaturami. Příběh z Nového Zákona (stanovovaly téma každé kapitoly) byl vysvětlen dvěma příběhy ze Starého Zákona a jednou světskou historií nebo legendou. V první polovině 15. století se objevují první překlady mimo jiné do němčiny a francouzštiny.
Nejstarší tištěná verze v podobě blokové knihy pochází z Augburgu (vydání kolem roku 1473). Ve své podstatě je podobná dříve vydané v téže formě Biblia pauperum. Ve světě se dochovalo kolem 350 rukopisů Spekulum a čtyři různé xylografické (blokové) s 58 listy, které jsou tištěny v hnědé barvě a text je černý provedený typograficky. Jedno z latinských vydání obsahuje 20 listů s ilustracemi zpracovanými ručně společně s textem, vše bylo vytvořeno pomocí dřevěných špalíků, z čehož vznikla domněnka, že se vlastně jedná o příklad přechodu od techniky xylografické (blokové) k technice typografické.
Pro umění pozdního středověku to byl důležitý pramen ikonografických materiálů. Výjevy obsažené ve Speculum můžeme najít např. ve vitrážích kostelů, chrámového řezbářství (Bladelinův oltář od Rogiera van der Weydena), na freskách (křížová chodba v Brixenu), na tapisériích v klášteře Wienhausen a gobelínech katedrály v Remeši.
Speculum humanae salvationis se rozšířilo během druhé poloviny 15. století hlavně v severním Německu a Nizozemí.